# Pierre-Émile Côté
Pour les articles homonymes, voir Côté (homonymie).
Pierre-Émile Côté (8 décembre 1887-3 août 1950) est un avocat et homme politique provincial et fédéral du Québec.

## Biographie

### Jeunesse et études
Né à Lévis dans la région de Chaudière-Appalaches, M. Côté fit ses études au Séminaire de Québec, à l'Académie commerciale de Québec, au Collège de Lévis et à l'Université Laval. Nommé au Barreau du Québec en 1913, il s'installa à New Carlisle où il commença à y pratiquer le droit de 1919 à 1942.

### Politique
Il fait son entrée en politique en devenant député du Parti libéral du Québec dans la circonscription de Bonaventure lors d'une élection partielle en 1924. Réélu en 1927, 1931 et 1935, il est défait en 1936. Élu député du Parti libéral du Canada dans la circonscription fédérale de Bonaventure lors d'une élection partielle déclenchée après la mort du député sortant Charles Marcil en 1937, il démissionna en 1939 pour retourner sur la scène provinciale lors des élections de 1939. Ministre provincial du Territoire et forêts, Pêche et Loisir de 1941 à 1942, il démissionna en 1942 pour accepter un poste de juge à la Cour supérieure du Québec. Il meurt à Québec en 1950.